# Ferdinand Julius von Troyer
Ferdinand Julius von Troyer, né en 1698 à Bressanone et mort le 5 février 1758 à Brno, est un cardinal autrichien du XVIIIe siècle.

## Biographie
Troyer est élu évêque d'Olomouc en 1746. Le pape Benoit XIV le crée cardinal lors du consistoire du 10 avril 1747.

### Sources
- Fiche du cardinal sur le site de la FIU